# The New Clown
The New Clown é um filme mudo britânico de 1916, do gênero comédia, dirigido por Fred Paul, com roteiro de Benedict James baseado em peça teatral de H. M. Paul.